# Macrovelia
Macrovelia is een geslacht van wantsen uit de familie van de Macroveliidae. Het geslacht werd voor het eerst wetenschappelijk beschreven door Uhler in 1872.

## Soorten
Het genus is monotypisch en bevat alleen de volgende soort:

- Macrovelia hornii Uhler, 1872